# Der Vater, der zu wenig wusste
Der Vater, der zu wenig wusste (Originaltitel: The Dad Who Knew Too Little) ist die achte Episode der 14. Staffel der US-amerikanischen Zeichentrickserie Die Simpsons. Im Jahre 2004 gewann sie einen Writers Guild of America Award.

## Handlung
Beeinflusst von einem Werbespot wünscht sich Lisa das „Turbo-Tagebuch“ zu ihrem Geburtstag. Ihre Eltern beschließen, diesem Wunsch nachzukommen. Homer lässt sich auf dem Weg durch das Einkaufszentrum von kostenlosen Essensproben so lange ablenken, bis das Tagebuch ausverkauft ist; statt des Tagebuchs lässt er stattdessen an einem Stand einen personalisierten Film anfertigen. Dazu werden einige Vorlieben und Hobbys der Protagonisten erfragt; in die dadurch festgelegte Handlung werden die Namen und Gesichter aus Fotos eingefügt. An Lisas Geburtstag ist sie am Boden zerstört. Statt eines modischen Tagebuchs erhält sie von ihrem Bruder Bart einen Laserpointer und von ihren Eltern den billig gemachten Film. Neben dem ungewünschten Geschenk werden ihr im Film völlig falsche Interessen und Vorlieben zugeordnet. Sie hat den Eindruck, dass ihr Vater sie nicht kennt und nicht weiß, was sie ausmacht.
Der schuldbewusste Homer versucht selbst, mehr über Lisa zu erfahren, da er aber sehr plump verfährt und sie beleidigt ist, scheitert er. Schließlich beauftragt er den Detektiv Dexter Colt, damit er Lisa nachspioniert. Nach einigen Tagen übergibt er Homer ein mehrseitiges Dossier, das Homer benutzt, um Lisa näher zu kommen. Lisa, die von der Observation nichts ahnt, ist erfreut und gerührt. Die beiden machen nun gemeinsame Unternehmungen. Dexter Colt fordert allerdings 1000 Dollar als Bezahlung; Homer ist über die Höhe der Rechnung entsetzt und verweigert die Zahlung.
Einige Tage später sehen Homer und Lisa in den Fernsehnachrichten einen Bericht über einen Einbruch in ein Forschungslabor, bei dem Versuchstiere befreit wurden. Die Polizei hat am Tatort eine Buchbesprechung von Lisa gefunden, welche ihre Unschuld gegenüber Homer beteuert, obschon sie stark für Tierrechte eintritt. Als kurz darauf die Polizei am Haus der Simpsons klingelt, ergreifen Homer und Lisa per Auto die Flucht. In einem Unterschlupf gesteht Homer, dass er den Detektiv auf sie angesetzt hat, um ihre Vorlieben herauszufinden. Dieser hatte so auch Zugriff auf ihre Buchbesprechung. Lisa ist erschüttert, aber da die Polizei ihren Aufenthaltsort herausgefunden hat, müssen die beiden ein weiteres Mal flüchten. In einem Wald treffen sie auf einen Zirkus, in dem sie die Tiere aus dem Forschungslabor wiederentdecken. Lisa vermutet, dass der Detektiv die Tiere nicht befreit, sondern gestohlen und aus Geldgier verkauft hat. Dexter Colt taucht nun ebenfalls auf. Als Homer droht, ihn anzuzeigen, verfolgt er ihn mit gezogener Waffe. Kurz bevor er Homer in einem Spiegelkabinett erschießen kann, hört Lisa mit, dass ihr Vater auch ohne Hilfe einiges über sie weiß. Mutig blendet sie Colt daher mit dem Laserpointer. Colt wird gestellt, Lisa und Homer versöhnen sich.

## Rezeption

### Einschaltquoten
Die deutschsprachige Erstausstrahlung der Episode Der Vater, der zu wenig wusste am 14. Februar 2004 verfolgten auf ProSieben durchschnittlich etwa 1,31 Millionen Zuschauer. Damit lag der Wert relativ deutlich über dem Staffel-Durchschnitt von 1,01 Millionen Zuschauern.

### Auszeichnung
Bei der Verleihung zum Writers Guild of America Award im Jahre 2004 setzte sich Matt Selman mit dieser Episode durch und gewann. Weitere Nominierte waren J. Stewart Burns und Michael Price mit den Die-Simpsons-Episoden Moe Baby Blues und Wiedersehen nach Jahren, Tony Gama-Lobo und Rebecca May für die King-of-the-Hill-Episode Reborn To Be Wild (engl. Titel), Patric M. Verrone für die Futurama-Episode Der Stich und Steven Banks für die beiden Jimmy-Neutron-Episoden Geheimagent James Neutron, Teil 1 und Geheimagent James Neutron, Teil 2.

### Kurioses
In der amerikanischen Ausstrahlung der Folge wurde in einer Szene die angebliche E-Mail-Adresse von Homer gezeigt. Daraufhin verfassten einige tausend Fans E-Mails an die Adresse
chunkylover53aol.com und erhielten auch tatsächlich Antwort von Homer.
Nach Ausstrahlung der Folge loggte sich der Drehbuchautor Matt Selman in das E-Mail-Postfach ein und musste feststellen, dass dies die maximale Anzahl von Mails im Posteingang enthielt. Er versuchte alle E-Mails in Homers Namen zu beantworten, aber kaum hatte er hundert bearbeitet, kamen weitere hundert E-Mails hinzu.